# Épargne-logement
L'épargne logement est un système d'épargne donnant accès ultérieurement à un crédit immobilier à un taux privilégié pour contribuer à l'achat d'un logement (prêt habitat) pour l'habitat principal de l'intéressé ou de sa famille.

## France
En France, les deux produits d'épargne logement sont le compte épargne logement (CEL) et le plan épargne logement (PEL) sur la base desquels une banque peut accorder un prêt épargne logement.

## Suisse
En 2012, l'Initiative populaire « pour un traitement fiscal privilégié de l'épargne-logement destinée à l'acquisition d'une habitation à usage personnel ou au financement de travaux visant à économiser l'énergie ou à préserver l'environnement » a été rejetée par le peuple.